# Théâtre Capitole
Cet article possède des paronymes, voir Capitole (homonymie) et Théâtre du Capitole.
Le Théâtre Capitole, dit aussi le Capitole de Québec, est une salle de spectacle située dans l'arrondissement historique du Vieux-Québec, sur la Place D'Youville à Québec. Le Théâtre Capitole a été classé monument historique en 1984 et a été désigné Lieu historique national du Canada en 1986.
Inauguré sous le nom Auditorium de 1903 à 1930, il devient le cinéma Le Capitol jusqu'à sa fermeture en 1983. Après des rénovations majeures, il ouvre en grande pompe le 21 novembre 1992 sous le nom du Théâtre Capitole.

## Histoire[1]

### La naissance d’un théâtre (1903-1927)
Dès 1897, l’idée de créer une nouvelle salle à Québec pour accueillir des spectacles de vaudeville américains émerge chez certains promoteurs, mais l’opposition morale du clergé catholique au théâtre professionnel retarde le projet.
En 1902, après quelques projets infructueux, le maire de Québec Simon-Napoléon Parent fonde avec plusieurs hommes d’affaires la Compagnie de l’Auditorium de Québec Limitée, dont il devient le président. C’est cette compagnie qui négocie l’utilisation du fossé du bastion Saint-Jean auprès du ministère de la Milice et de la Défense du Canada et qui retient les services de l’architecte américain Walter S. Painter pour la construction de la salle, alors appelée l’Auditorium de Québec.

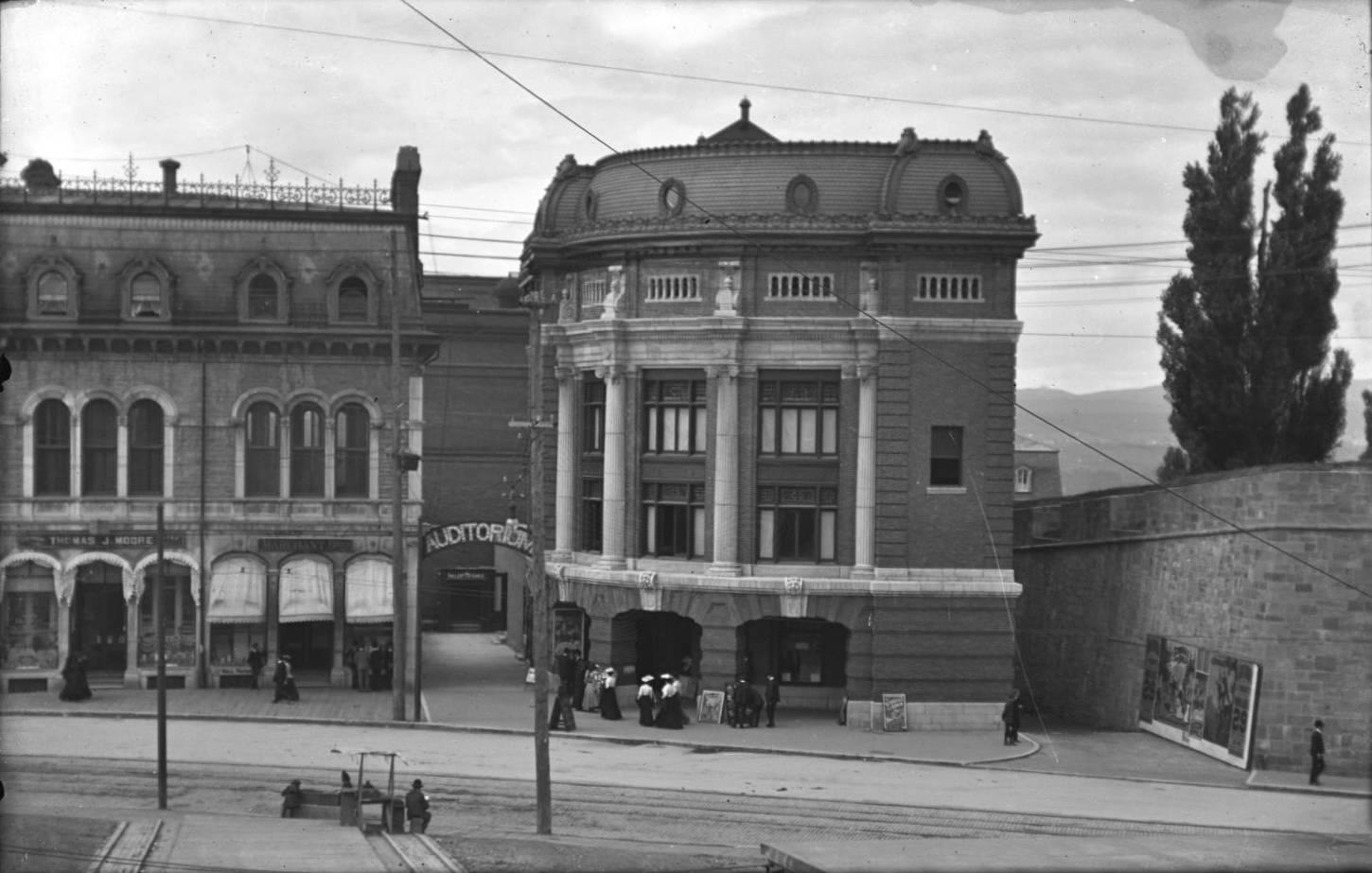
L'Auditorium en 1904

Après plusieurs mois de construction, le nouvel édifice est inauguré en grande pompe les 31 août et 1er septembre 1903 par la tenue de deux concerts de la Société symphonique de Québec(ancêtre de l’actuel OSQ). L’Auditorium offre à ses débuts des spectacles de vaudeville, du théâtre amateur et professionnel, de l'opéra et des variétés en langue française et anglaise. Le vaudeville qui se définit comme une comédie de situations cocasses pleine de rebondissements sollicite les talents d’artistes chanteurs, danseurs, comiques, jongleurs acrobates, ventriloques et magiciens.
Parmi les artistes de cette époque qui se sont produits à l’Auditorium, notons la venue de Sarah Bernhardt, en 1905, et de la soprano Emma Albani, en 1906, alors que toutes deux sont en tournée d’adieu. Le 29 mars 1918, en pleine Première Guerre mondiale, une émeute éclate alors qu’une foule estimée à 12 000 personnes se rassemble à Place D'Youville  pour manifester contre la Conscription, cette loi sur le service militaire qui oblige tout Canadien adulte de 20 à 35 ans à servir dans l’armée. Les bureaux du registraire des conscrits qui logent à l’Auditorium sont saccagés et les émeutiers y déclenchent un incendie. Les sapeurs-pompiers réussissent à contenir le feu qui occasionne des dommages limités à l’édifice. Dans les mois qui suivent, la Compagnie de l’Auditorium procède aux réparations qui s’imposent et profite de l’occasion pour ajouter un large écran à l’intérieur de la salle de spectacle pour la projection de films muets américains. Le visionnement peut être accompagné de musique, avec ou sans orchestre.

### Au cœur de la vie culturelle (1927-1970)
Au cours des années 1920, la popularité grandissante du cinéma muet impose l’idée d’un bâtiment mieux adapté à la présentation de «vues animées». En 1927, l'Auditorium connait un réaménagement majeur d’après les plans de l’architecte américain Thomas White Lamb, qui a déjà dessiné plusieurs salles de cinéma au Canada. L’architecte québécois Héliodore Laberge l’assiste dans la supervision des travaux. Pour l’occasion, la salle est agrandie pour y asseoir 2 000 personnes, notamment en remplaçant les deux balcons par un seul qui est prolongé vers l’arrière. Les espaces d'accueil sont améliorés et le décor intérieur est enrichi alors que sont ajoutés de l’équipement cinématographique et un orgue Casavant  destiné à accompagner la projection des films muets.

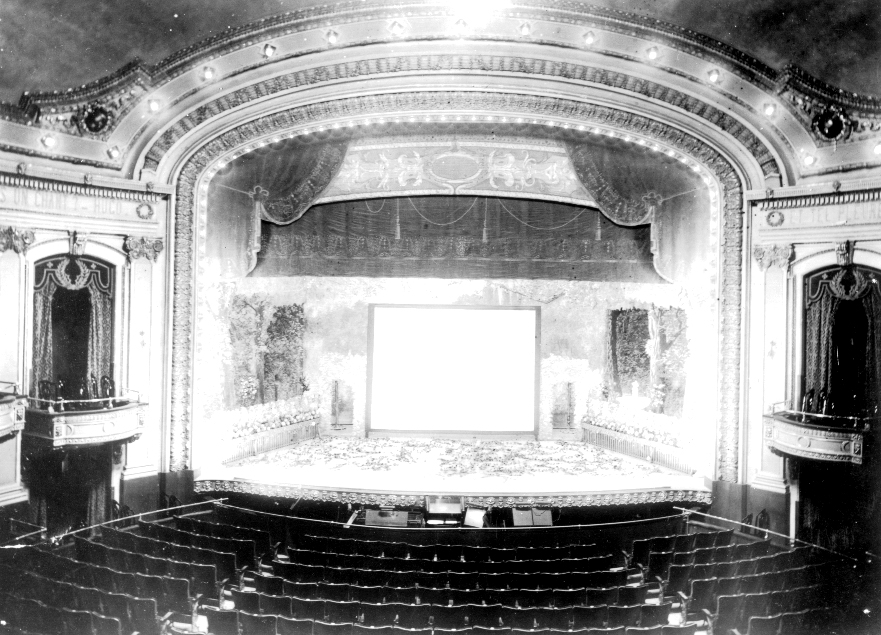
Intérieur, 1927

En 1930, l’Auditorium s’associe avec la société de distribution de films Famous Players . Celle-ci fait changer le nom de l'Auditorium pour celui de Capitol, nom porté par de nombreuses salles en Amérique du Nord. Assez rapidement, les films parlants remplacent les films muets dans la ferveur populaire. Bien que le cinéma prenne de plus en plus de place, des chanteurs classiques continuent de se produire au Capitol, dont les Québécois Raoul Jobin,Richard Verreau, Léopold Simoneau et Pierrette Alarie. Le Capitol reçoit les troupes de théâtre de Gratien Gélinas, de Madeleine Renaud, de Jean-Louis Barrault et de Marcel Pagnol en plus des acteurs Gérard Philipe et Louis Jouvet. Les Grands Ballets canadiens  ainsi que les chanteurs populaires de renom tels Maurice Chevalier, Fernandel, Léo Ferré et Alys Robi offrent également des spectacles au Capitol.
Le Capitol crée un réel engouement autour de la place D’Youville. En 1932, en pleine crise économique, la Ville de Québec décide de construire le Palais Montcalm sur les fondations d’une ancienne halle du marché. L’édifice comprend une piscine, une bibliothèque et une grande salle de concert de plus de 1 300 places qui accueille, en plus de l’Orchestre symphonique de Québec, nombre d’artistes de renom de la chanson française. En 1935, le troisième étage des bureaux du Capitol accueille les studios de la station de radio CKCV. En ondes depuis 1926, la station radiophonique diffuse à partir de ces locaux jusqu’en 1974. En 1948 s’ouvre le Cinéma de Paris juste à côté du Capitol. À ses débuts, le cinéma de Paris présente en primeur des films importés de France par France-Film.
À partir des années 1950, le Capitol reçoit une nouvelle génération de chanteurs populaires français, dont Yves Montand, Gilbert Bécaud et Charles Aznavour, ainsi que des chanteurs de charme, dont Georges Guétary, Carlos Ramírez , Nelson Eddy et Luis Mariano. Dans les années 1960, des spectacles de ballet classique, de danse folklorique en provenance du Canada et de l’étranger, de théâtre québécois et français, de même que des défilés de mode sont présentés au Capitol, en plus des films offerts sur une base régulière.
Des événements particuliers ponctuent également la vie du Capitol. Ainsi, le 9 octobre 1951, une soirée de gala a pour invités d’honneur la princesse Élisabeth et son époux le Duc d'Édimbourg. En 1953, le cinéaste britannique Alfred Hitchcock y présente la première mondiale de son film La Loi du silence (I Confess), tourné à Québec l’année précédente. Le 11 octobre 1964, La Musique du Royal 22e Régimentrésonne dans la salle pour la première fois, à l’occasion de son 50e anniversaire de fondation.

### Déclin et reconnaissance (1970-1992)[2]
Les activités cinématographiques subissent la concurrence des nouvelles salles de banlieues et des nouveaux médias. De plus, l’ouverture en 1971 du Grand Théâtre de Québec, qui devient la principale salle de spectacle de la capitale avec ses capacités techniques élargies et ses autres attraits, annonce le déclin définitif du rôle joué par le Capitol dans la vie artistique de la ville en drainant une partie des artistes et du public de la place D’Youville.
Le 7 avril 1981, après avoir contribué à l’essor de la vie culturelle de Québec durant 80 ans, le Capitol. La première du film Les Plouffe, du réalisateur Gilles Carle, clôt un chapitre de l’histoire de cet édifice. N’ayant d’autres projets pour rentabiliser son exploitation, le propriétaire des lieux, Famous Players, ferme les portes du Capitol. Il met en vente l’édifice inoccupé et vidé de son mobilier à l’été 1983. Dès lors, la détérioration enclenchée depuis les années 1960 ne fait que s’accentuer davantage.
Acquis par un promoteur immobilier en 1987, les Entreprises Norbert Caron, un projet commercial se dessine pour l’édifice. Certains travaux de démolition débutent, mais le projet est abandonné. Des infiltrations d’eau détériorent les finis intérieurs. Le vol de sections de vitraux et du lustre du foyer, de même que le vandalisme, ajoutent aux dommages subis par l’édifice.
En 1984, le Capitol est classé immeuble patrimonial par le ministère des Affaires culturelles (ministère de la Culture et des Communications). Cette action est prise en vue d’assurer la protection de l’édifice, compte tenu de l’obligation pour le propriétaire d'obtenir une autorisation du ministre avant de faire certaines interventions sur les biens patrimoniaux classés, comme une restauration ou une démolition. En 1986, le Capitol est également désigné Lieu historique national du Canada par la Commission des lieux et monuments historiques du Canada. Ces statuts de protection s’ajoutent à celui de site patrimonial du Vieux-Québec décrété en 1964, qui englobe le site du théâtre Capitole de Québec. En 1985, l’arrondissement historique du Vieux-Québec est inscrit sur la prestigieuse liste du patrimoine mondial établie par l’UNESCO.

### La renaissance (1992-2016)
Près d’une décennie après sa fermeture, un groupe de promoteurs issus du domaine du disque, du spectacle et de la télévision prend possession des lieux pour faire revivre l’édifice patrimonial. Leur projet consiste à transformer l’immeuble en une salle de 1 400 sièges à même d’offrir différents types de spectacles en formule cabaret, un hôtel de 40 chambres ainsi qu’un restaurant. La firme d’architecture Denis Saint-Louis et associés s’appuie sur des recherches historiques poussées pour mener des travaux de restauration, de recyclage, de mise aux normes et d’agrandissement majeurs de manière à préserver les caractéristiques du bâtiment. L’ensemble de ces interventions font en sorte que le complexe réintègre la vie urbaine de place D’Youville. Récipiendaire de nombreux prix d’architecture et du patrimoine, le projet fait l’unanimité auprès de la population, des élus et des spécialistes de l’aménagement.
Le 21 novembre 1992, le Théâtre Capitole reprend sa place dans la vie culturelle de Québec avec le gala d’inauguration Un siècle sur scène, télédiffusé et animé par Rémy Girard et Marc-André Coallier, en collaboration avec l’Orchestre symphonique de Québec et de vedettes de la chanson francophone telles que Céline Dion, Robert Charlebois, Patrick Bruel, René  et Nathalie Simard, Alys Robi, et Michel Sardou. Renouant avec sa fonction première, la salle de spectacle permet d’accueillir un grand nombre d’interprètes, auteurs-compositeurs-interprètes, humoristes et magiciens, en grande majorité des Québécois d’expression française, dont Bruno Pelletier, Éric Lapointe, François Morency, Jean-Pierre Ferland, Ginette Reno, Lynda Lemay, Luc Langevin, André-Philippe Gagnon, Marc Dupré, Mario Pelchat, Jean Lapointe, Martin Matte, Michel Legrand, Gregory Charles, Julien Clerc, Jean Leloup, Lara Fabian, Plume Latraverse, Roch Voisine, Marc Hervieux, Marie-Mai, Michel Louvain, Patrick Huard, Steve Barakatt, Johnny Hallyday et Véronic DiCaire. Parmi les artistes d’expression anglaise ou de notoriété internationale, notons la venue de Diana Krall, B.B. King, Anne Murray, Dennis DeYoung, Georges Thorogood, Helmut Lotti, Kenny Rodgers, Michael Bolton et Patch Adams. Des groupes de musique représentant plusieurs tendances défilent également sur la scène du Capitole, dont Les Colocs, les Cowboys fringants, Simple Plan, Tea Party, Tragically Hip, Yes, Gilbert Bécaud, Charles Aznavour, Serge Lama, Charles Trenet et Raymond Devos.
Plus spécifiquement, le Capitole se distingue avec la présentation de comédies musicales et la production de spectacles tels Cats, Génération Motown, Ladies Night, Les Misérables, QuébecIssime, Sherazade, The Man in Black (hommage à Johnny Cash) et Saturday Night Fever qui sont fort appréciés et tiennent l’affiche pendant plusieurs soirées. Toutefois, c’est la plus grande star du rock’n’roll, Elvis Presley (1935-1977), qui reçoit la plus grande ferveur populaire. Le spectacle de variétés Elvis Story, qui relate l’histoire de la star de renommée internationale de ses débuts jusqu’à son décès, tient l’affiche au Capitole de Québec durant la saison estivale de 1995 à 2007, ainsi qu’en 2009 et 2010. Elvis Story a été le spectacle de variétés le plus populaire de l’histoire du show-business québécois. Il a été présenté plus de 1500 fois à travers le monde devant près de 1,7 million de spectateurs. Le spectacle Elvis Experience prend ensuite la relève jusqu’en 2016. Dans cette série de spectacles, le célèbre chanteur est à nouveau personnifié par Martin Fontaine, qui est cette fois-ci entouré de nombreux musiciens et choristes.
Le Capitole de Québec a ainsi contribué à redonner à la place D’Youville le rôle de pôle culturel qu’elle avait perdu. La réhabilitation du Palais Montcalm en 2007 et l’arrivée du Théâtre Diamant de Robert Lepage consolident cette «place des Spectacles» dont le Capitole est la pierre angulaire.

### Son architecture
À Québec, Le Capitole est l’unique survivant des théâtres fastueux construits entre 1900 et 1930. Il illustre de façon exceptionnelle la transition entre les théâtres authentiques et ceux conçus pour s’adapter aux exigences du cinéma. Lors de sa construction en 1903, l’architecte Painter a su tirer profit de la configuration étroite du terrain pour créer une façade saisissante et harmonieuse. Le développement en trois parties distinctes, reliées par un corridor de promenade et articulées autour d’un foyer central, démontre un souci d’intégration élevé aux contraintes imposées par les lieux. L’édifice est d’une allure relativement moderne, inspirée du style Beaux-Arts et empruntant un vocabulaire tardif du style Second-Empire. L’ordonnancement de la façade monumentale en quart de cercle et le choix des motifs de l’ornementation extérieure sont d’inspiration typiquement classique.
Le projet de transformation de 1927 est un des exemples les mieux réussis de la fusion de deux styles décoratifs: celui d’origine, d’inspiration Louis XIV et l’autre, prépondérant, d’inspiration des frères Adams. Au Canada, Le Capitole fait partie d’une lignée sélecte d’une quinzaine de théâtres urbains luxueux, construits ou réaménagés dans les années 1920 par l’architecte consultant new-yorkais Thomas W. Lamb, pour des chaînes américaines comme Loew’s, Keith Alber et Famous Players.
Lors de la restauration de 1992, les architectes ont cherché à respecter les apports des deux étapes précédentes ayant contribué à l’évolution du bâtiment. Un souci particulier a été apporté à la conservation du décor intérieur de grand intérêt. Les espaces les plus remarquables sont le foyer, avec son escalier en marbre, et la salle de spectacle qui ont retrouvé leur éclat.

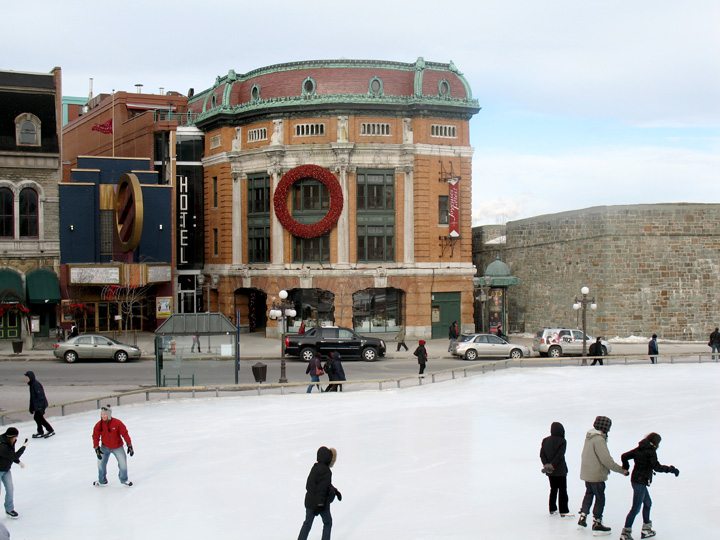
Le Capitole de Québec en janvier 2011. À droite, le mur des fortifications de Québec près de la Porte Saint-Jean
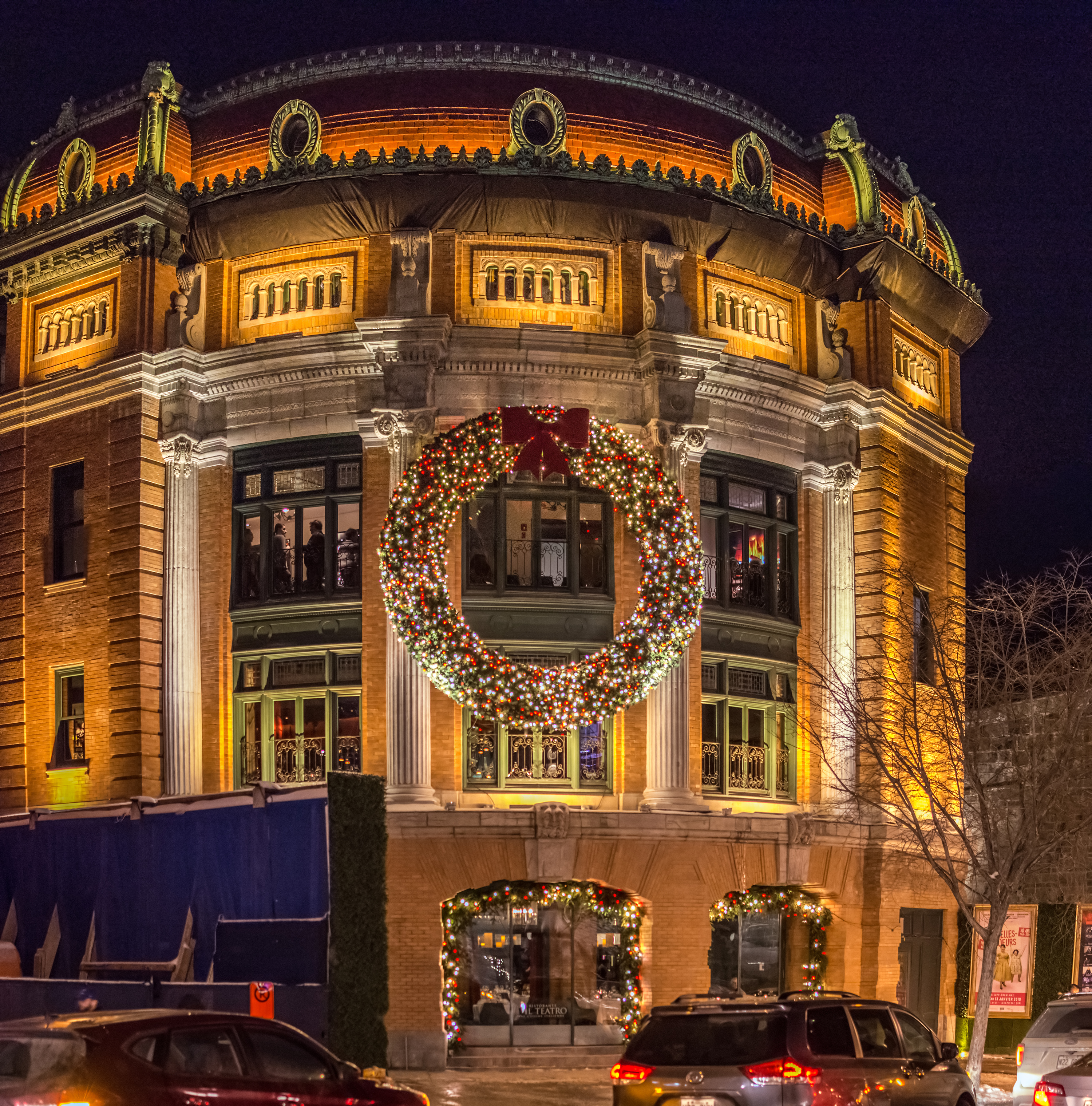
Capitole de Québec pendant la nuit